# Hindukusz

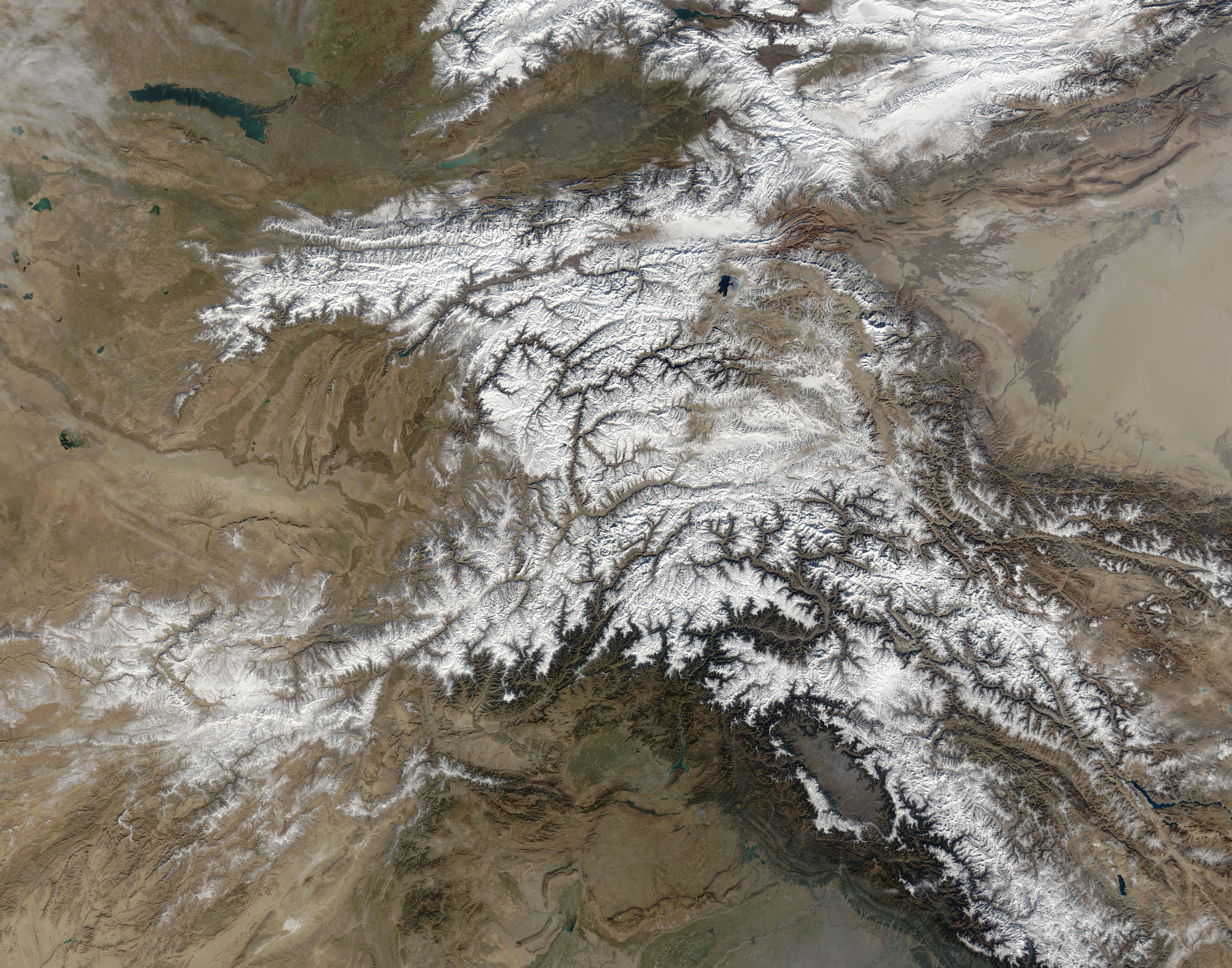
Zdjęcie satelitarne gór Hindukusz

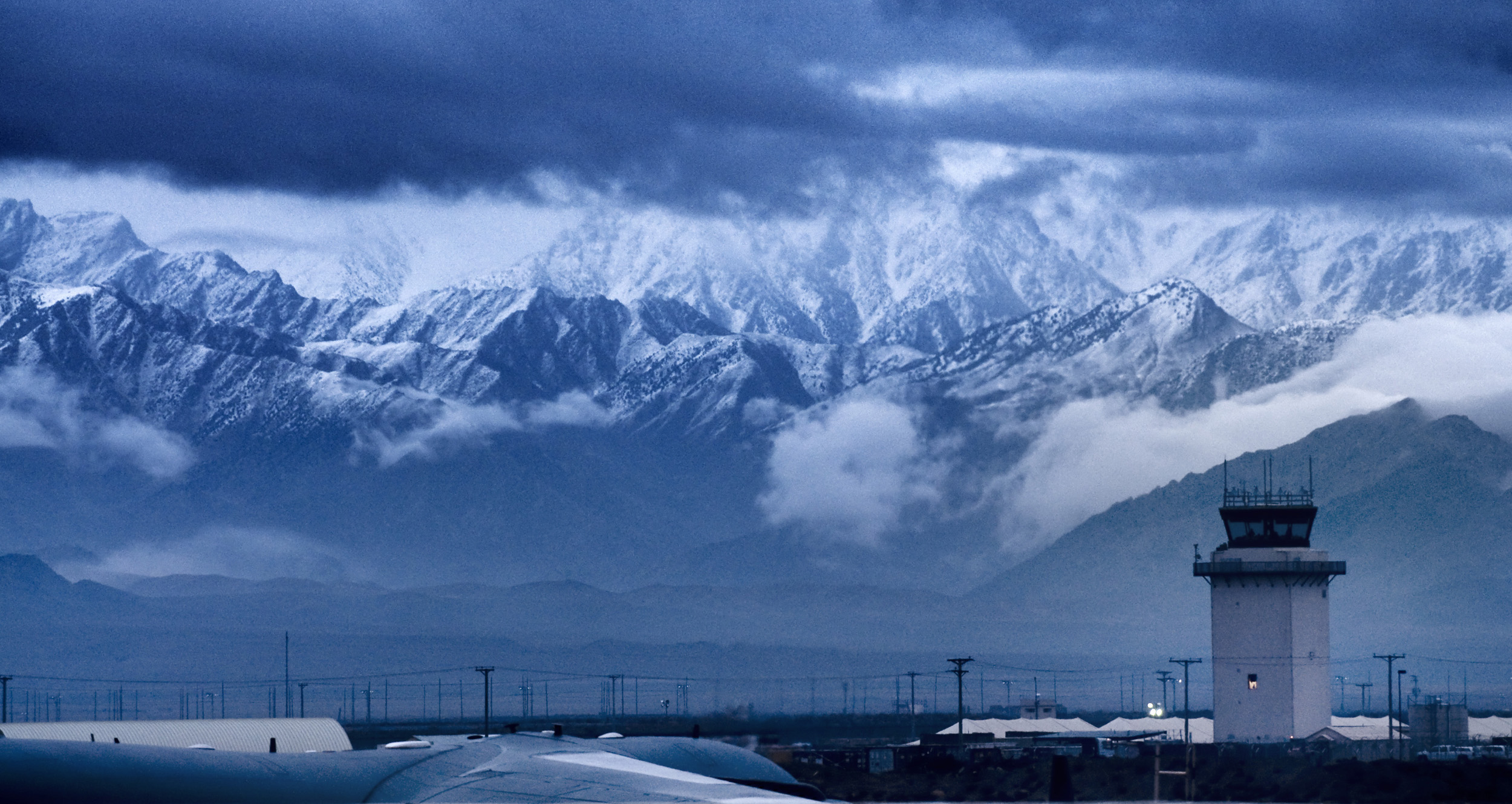
Panorama gór Hindukusz

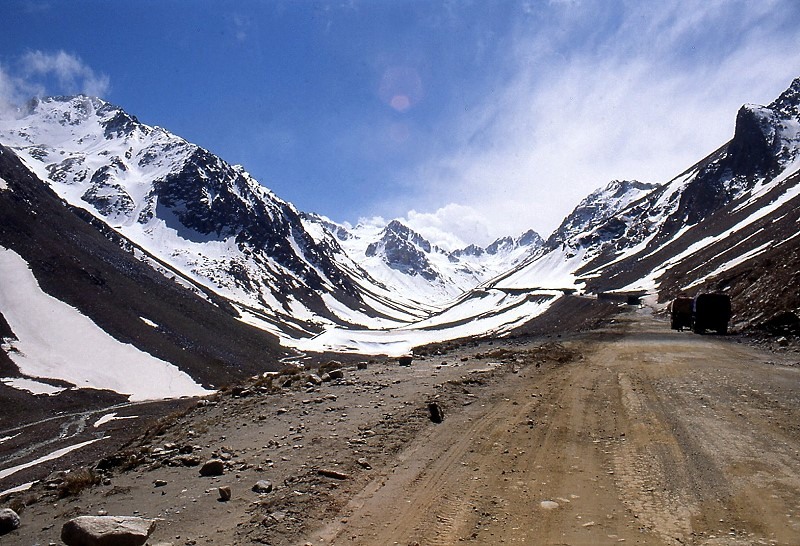
Przełęcz Salang

Hindukusz (paszto: هندوکش; lub Hindu Kūh = هندوکوه i Kūh-e Hind = کوه هند) – łańcuch górski w środkowej części Azji mieszczący się w północno-zachodnim Pakistanie oraz centralnym i wschodnim Afganistanie. Hindukusz graniczy z górami Safed Koh na zachodzie, natomiast od wschodu – z wyżyną Pamiru, górami Karakorum oraz z Himalajami. 
Nazwa Hindukusz pochodzi z języka paszto, gdzie Hindu Kusz znaczy zabójca Hindusów. W języku hindi nazwa ta brzmi Hindukuś, a po angielsku Hindu Kush.

## Podział
Łańcuch dzieli się na:
- Hindukusz Zachodni, najwyższy szczyt to Tiricz Mir (7706 m n.p.m.),
- Hindukusz Środkowy, najwyższy szczyt to Koh-e-Bandaka (6843 m n.p.m.),
- Hindukusz Wschodni, najwyższy szczyt to Lunkho-i-Dosare (6901 m n.p.m.).

## Geologia
Łańcuch ma długość 800 kilometrów, a najwyższy szczyt – Tiricz Mir ma wysokość 7706 m n.p.m. Hindukusz powstał podczas fałdowania alpejskiego w trzeciorzędzie i na początku czwartorzędu – jednak ruchy górotwórcze trwają nadal. Skały Hindukuszu to głównie granity, gnejsy, piaskowce i wapienie.

## Najwyższe szczyty
- Tiricz Mir – 7706 m n.p.m.
- Noszak – 7492 m n.p.m.
- Istor-o-Nal – 7403 m n.p.m.
- Saraghrar – 7349 m n.p.m.
- Shingeik – 7291 m n.p.m.
- Darban Zom – 7219 m n.p.m.
- Shingeik II – 7170 m n.p.m.
- Udren Zom – 7140 m n.p.m.
- Shakawr/Szachaur – 7084 m n.p.m.
- Nobaism Zom – 7070 m n.p.m.
- Shingeik III – 7050 m n.p.m.
- Urgent – 7038 m n.p.m.
- Akher Tshagh – 7020 m n.p.m.
- Langar – 7010 m n.p.m.